# Day by day (鹿乃單曲)
《day by day》是日本女性創作歌手鹿乃的第4張單曲。2017年5月24日日本華納家庭娛樂發行。

## 解說
《day by day》是創作歌手鹿乃自從她的上一張單曲《nameless》以來，相隔9個月發行的最新單曲。
同名標題曲曾被選為2017年4月至7月在TOKYO MX等UHF系首播的電視動畫《劍姬神聖譚 在地下城尋求邂逅是否搞錯了什麼 外傳》片尾主題曲使用。
販售形式有Artist盤、動畫盤及通常盤共三種。而Artist盤、動畫盤有附贈DVD（下述）。
此外，該單曲發行時的同時也更新了鹿乃她的官方網站首頁的照片。

## 收錄歌曲

### CD
Artist盤
1. day by day
  - 作詞：鹿乃，作曲、編曲：田中秀和（日语：田中秀和 (作曲家)）
  - TOKYO MX等UHF電視動畫《劍姬神聖譚 在地下城尋求邂逅是否搞錯了什麼 外傳》片尾主題曲
2. 29-Q
  - 作詞、作曲、編曲：
3. day by day -Instrumental-
4. 29-Q -Instrumental-

動畫盤
1. day by day
2. day by day -TV size-
3. day by day -TEKINA remix-
4. day by day -Instrumental-

通常盤
1. day by day
2. 29-Q
3. day by day -Instrumental-
4. 29-Q -Instrumental-

### DVD
Artist盤
1. day by day -MUSIC VIDEO-
2. 29-Q -MUSIC VIDEO-

動畫盤
1. 《劍姬神聖譚 在地下城尋求邂逅是否搞錯了什麼 外傳》無字幕片尾動畫

## 外部連結
- 鹿乃 OFFICIAL WEBSITE Discography 「day by day」（页面存档备份，存于） （日語）